# محمد عبدالوهاب احمد
محمد عبدالوهاب احمد (انگلیسی: Mohamed Abdulwahab؛ زادهٔ ۱۳ نوامبر ۱۹۸۹) بازیکن فوتبال اهل بحرین است.
وی همچنین در تیم ملی فوتبال بحرین بازی کرده‌است.